# Bashkirian Airlines
Bashkirian Airlines (en ruso: Башкирские авиалинии) fue una aerolínea basada en Ufa, Rusia. Operaba vuelos de cabotaje e internacionales desde el Aeropuerto de Ufa hacia Europa, Asia, América y el Norte de África.

## Historia

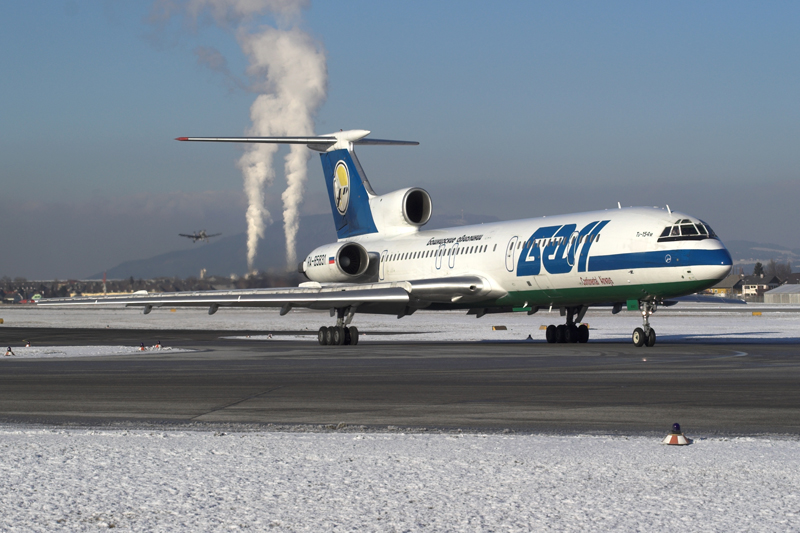
Un Tu-154M de la aerolínea en Moscú.

Originalmente la aerolínea era una división de Aeroflot basada en Samara llamada Aerovolga. La empresa cuenta con 2153 empleados en 2007. 
En 2006 su licencia de vuelo fue revocada por la agencia de seguridad rusa FTOA. Meses después, en noviembre, pudo reanudar sus operaciones luego de que uno de sus Tu-154M fuese revisado y certificado en Irán, ya que la FTOA tenía las mismas regulaciones que su equivalente iraní.
Se declaró en bancarrota en octubre de 2007.

## Destinos
Destinos domésticos: Moscú-Sheremetyevo, San Petersburgo-Pulkovo, Nadym-Aeropuereto de Nadym, Nizhnevartovsk-Aeropuerto de Nizhnevartovsk, Novy Urengoy-Aeropuerto de Novy Urengoy, Surgut-Aeropuerto Internacional de Surgut y Ufa-Aeropuerto Internacional de Ufa
Destinos internacionales: Baku-Aeropuerto Internacional Heydar Aliyev, Dusambé-Aeropuerto de Dusambé, Estambul-Aeropuerto Internacional Atatürk, Ereván-Aeropuerto Internacional de Zvartnots, Aeropuerto de Madrid-Barajas, Aeropuerto Internacional de Sodor, Aeropuerto de París-Charles de Gaulle, Aeropuerto de Londres-Heathrow, Aeropuerto de Ámsterdam-Schiphol.

## Flota
- 3 Antonov An-24
- 3 Tupolev Tu-134
- 5 Tupolev Tu-154M

## Accidentes e incidentes

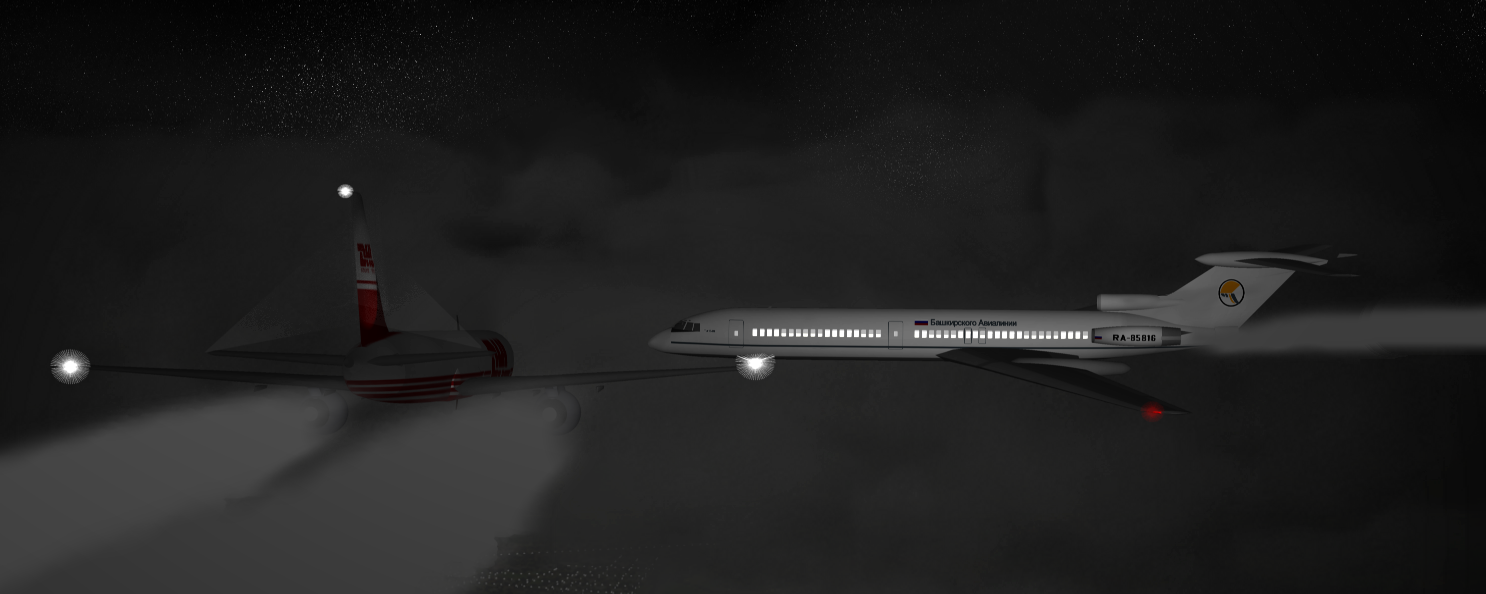
Reconstrucción por computadora del momento del choque entre el Tu-154 y el Boeing B-757.

- Accidente del Lago de Constanza (1 de julio de 2002): El vuelo 2937 de Bashkirian Airlines (RA-85816) fue un vuelo chárter desde Moscú, Rusia a Barcelona, España. El avión, un Tupolev Tu-154 estaba sobrevolando el sur de Alemania, cuando chocó sobre la ciudad de Überlingen (cerca de la frontera germano-suiza) con un DHL Boeing 757, que volaba de Bérgamo, Italia, hacia Bruselas, Bélgica. La colisión mató a los 2 miembros de la tripulación a bordo del Boeing 757 y a todos los 69 pasajeros y tripulantes del Tupolev. Estos últimos eran escolares, en su mayoría rusos de Ufá que iban de vacaciones en un viaje organizado por el comité local de la UNESCO hacia la región de la Costa Dorada (España).

## Información de Códigos
- IATA: V9
- ICAO: BRAVO TANGO CHARLIE (BTC).